# Beroso
Beroso ou Berosso (em grego:  Βήρωσσος) foi um sacerdote caldeu da Babilónia, viveu no Século III a.C. e escreveu em língua grega a “História da Babilónia” composta por três livros. A História da Babilônia como um texto completo está agora perdido na Antiguidade, e o que ainda resta vem de fontes secundárias de escritores clássicos (como Flávio Josefo e Jorge Sincelo).
São-lhe atribuídos também obras de astronomia e astrologia, conhecidas só por referências de autores posteriores.